# پتاژ
پُتاژ (به انگلیسی: Potage) یک نوع سوپ غلیظ و مغذی است که بهتر است در وعدهٔ ناهار از آن استفاده شود. تاریخچه پخت این سوپ به قرون وسطی در فرانسه برمی‌گردد. در انواع پتاژ، معمولاً از موادی همچون آرد، سبوس، خامه، زرده تخم مرغ و پوره ی حبوبات و گاهی از دو سه مورد به‌صورت همزمان، برای غلیظتر شدن سوپ استفاده می شود.
پتاژ ها به‌طور کلی به سه دسته تقسیم می‌شوند: پتاژ هایی که کمی رقیق هستند و به آنها کنسومه می‌گویند. پتاژ هایی که غلظت آنها بوسیلهٔ پورهٔ حبوبات یا سبزی‌های خرد شده تأمین می‌شود و نوع اسم آنها با نام پوره یا سبزی تغییر می‌کند و پتاژ هایی که به وسیله سبزی صاف کرده یا سس سفید به آن غلظت می‌دهند.